# The Dream Chapter: Star
The Dream Chapter: Star è il primo EP della boy band sudcoreana TXT, pubblicato nel 2019.

## Tracce
1. Blue Orangeade – 3:06 (Slow Rabbit, Moonshine, Cazzi Opeia, Ellen Berg, Supreme Boi)
2. Crown (어느 날 머리에서 뿔이 자랐다; Eoneu nal meorieseo ppuri jaratda) – 3:51 (Slow Rabbit, Melanie Joy Fontana, Michel "Lindgren" Schulz, Supreme Boi, "hitman" bang, Mayu Wakisaka)
3. Our Summer – 3:20 (The Futuristics, Delacey, Jesse St John, Shae Jacobs, "hitman" bang, ADORA)
4. Cat & Dog – 3:08 (Daniel "JUNE NAWAKII" Celestin, Supreme Boi, Darel "BEBE DA RICH" Ituta)
5. Nap of a Star (별의 낮잠; Byeorui natjam) – 4:03 (LEL, "hitman" bang, Slow Rabbit)

## Formazione
Gruppo
- Soobin – voce
- Yeonjun – voce
- Beomgyu – voce
- Taehyun – voce
- Hueningkai – voce

## Critica
L'album ha ricevuto recensioni positive dai critici musicali. La canzone "Crown" è inserita nelle liste: "Migliori canzoni kpop del 2019" di Refinery29, "Migliori canzoni del 2019" di Popcrush, "Le 50 migliori canzoni kpop del 2019" di KultScene e "migliori canzoni kpop del decennio" di GQ britannico.

## Classifiche

### Classifiche settimanali
| Classifica (2019) | Posizione massima |
| ----------------- | ----------------- |
| Belgio (Fiandre)  | 98                |
| Canada            | 100               |
| Corea del Sud     | 1                 |
| Giappone          | 3                 |
| Scozia            | 71                |
| Spagna            | 58                |
| Stati Uniti       | 140               |
| Svizzera          | 58                |

### Classifiche di fine anno
| Classifica (2018) | Posizione |
| ----------------- | --------- |
| Corea del Sud     | 26        |